# Victor Windeyer
Pour les articles homonymes, voir Windeyer.
William John Victor Windeyer (28 juillet 1900 - 23 novembre 1987) est un officier australien, un éducateur et un juge de la Haute Cour d'Australie.

## Jeunesse et carrière
Windeyer est né à Sydney, dans une famille éminente : son père, William Archibald Windeyer (1871-1943) était un notaire de Sydney, son oncle, Richard Windeyer, était Conseiller en loi du roi (KC), son grand-père, William Charles Windeyer, était deux fois Procureur général de la Nouvelle-Galles du Sud et juge de la Cour suprême de la Nouvelle-Galles du Sud, et son arrière-grand-père, Richard Windeyer, était avocat et membre du premier Parlement élu de la Nouvelle-Galles du Sud, siégeant à l'Assemblée législative de la Nouvelle-Galles du Sud.
Windeyer étudié à la Sydney Grammar School et plus tard à l'Université de Sydney, obtenant un baccalauréat ès arts en 1922 (remportant la médaille universitaire en histoire) et un baccalauréat en droit (LLB) en 1925.
En 1925, Windeyer est admis au Barreau de la Nouvelle-Galles du Sud. De 1929 à 1940, il enseigne à l'Université de Sydney, enseignant l'équité et le droit commercial, et jusqu'en 1936, l'histoire du droit. Son livre Essays in Legal History publié en 1938 sera pendant de nombreuses années un manuel de référence sur le sujet. En 1939, Windeyer assiste le juge Victor Maxwell de la Commission royale du gouvernement australien dans l'extension du General Post Office de Sydney.
Windeyer épouse Margaret et quatre enfants naîtront de cette union : Margaret, Bill, Jim et Frank. En 1938, il construit une maison appelée Peroomba à Warrawee qui ne deviendra propriété familiale qu'en 2008.

## Carrière militaire
La carrière militaire de Windeyer débute en 1918, bien que ne participant à aucun combat pendant la Première Guerre mondiale. En 1922, il est nommé lieutenant dans la milice et attaché aux scouts de l'université de Sydney, avant d'être promu au grade de capitaine deux ans plus tard. En 1929, il est promu major et en 1937, après avoir été promu lieutenant-colonel, il prend le commandement du Sydney University Regiment (en).
En 1940, après le déclenchement de la Seconde Guerre mondiale, Windeyer se porte volontaire pour le service outre-mer et a rejoint la Second Australian Imperial Force (2nd AIF). Ayant le grade de lieutenant-colonel, il est chargé de lever et de commander le 2/48e bataillon d'infanterie australien, qui fait partie de la 9e division. La 9e division combat dans la campagne d'Afrique du Nord, y compris le siège de Tobrouk, la campagne de Nouvelle-Guinée et la campagne de Bornéo. Il est ensuite promu brigadier et commande la 20e brigade d'infanterie, période au cours de laquelle il reçoit l'Ordre du service distingué « en reconnaissance de services vaillants et distingués au Moyen-Orient ».
Après la guerre, Windeyer est démis de ses fonctions de la 2e AIF au début de 1946, et retourne dans la Citizens Military Force, reconstituée en 1948. En 1944, il avait été décoré Commandeur de l'Ordre de l'Empire britannique. De 1950 à 1952, il commande la 2e division après avoir été promu major général. Il est nommé Compagnon de l'Ordre du Bain en 1953 pour ses services militaires.

## Juge de la Haute Cour et du Conseil privé
Après son retour en Australie, Windeyer continue à exercer en tant qu'avocat. En 1949, il est nommé Conseiller en loi du roi (KC) et sollicite en vain une présélection au Sénat représentant le parti libéral.
En 1954 et 1955, Windeyer travaille comme conseil assistant la Commission royale sur l'espionnage.
Il est nommé au siège de la Haute Cour le 8 septembre 1958. Plus tard cette année-là, il est nommé Chevalier Commandeur de l'Ordre de l'Empire britannique (KBE). L'un de ses premiers jugements sur le tribunal fut lorsqu'il s'est joint au jugement unanime du tribunal dans une affaire constitutionnelle Browns Transport Pty Ltd v Kropp qui examinait si l'imposition de frais de licence en vertu d'une loi d'État en relation avec une licence pour le transport de marchandises équivaut à l'imposition d'un droit d'accise au sens de l'art. 90 de la Constitution, qui dénie aux États le pouvoir d'imposer de tels devoirs. L'un de ses premiers jugements distincts était Commonwealth v Butler.
Windeyer est élevé au Conseil privé en 1963 et rejoint le Comité judiciaire du Conseil en 1972.
Windeyer apporte une contribution considérable à la jurisprudence du tribunal dans l'affaire Victoria v Commonwealth, l'affaire Payroll Tax, dans son interprétation du sens de l'affaire Engineers. Il siégea sur le banc de la Haute Cour jusqu'à sa retraite le 29 février 1972.

## Fin de vie
Lors de leur acquisition des 6e, 7e, 8e et 9e étages de Mena House au 225 Macquarie Street, de la Sydney Chambers par Counsel's Chambers Limited en 1983, les nouvelles chambres sont nommées Windeyer Chambers en son honneur. Celles-ci sont ouvertes le 15 juin 1984.
Windeyer est décédé en 1987. Un de ses fils, William Victor Windeyer, le suivra dans la profession juridique et, à partir de 2005, est juge à la Cour suprême de la Nouvelle-Galles du Sud ; il a également servi dans l'armée, recevant la décoration de la Force de réserve.
En son honneur, le Sydney University Regiment a décerné une décoration qui reconnaît l'officier le plus remarquable du régiment. Le prix offre au récipiendaire l'occasion de s'entraîner avec son régiment frère, The Rifles (anciennement les Royal Green Jackets).